# Dale Ellis
Dale Ellis (* 6. August 1960 in Marietta, Georgia) ist ein ehemaliger US-amerikanischer Basketballspieler, der zwischen 1983 und 2000 in der NBA spielte. Ellis gilt als einer der besten Punktesammler der NBA-Geschichte.

## Karriere
Eliis wurde im NBA-Draft 1983 von den Dallas Mavericks ausgewählt. In seinen ersten drei Jahren in Dallas konnte er sich nicht für die Startaufstellung empfehlen, so dass er zu den Seattle SuperSonics transferiert wurde. In Seattle entwickelte sich Ellis sofort zum Star der Mannschaft und steigerte seine Punktausbeute innerhalb eines Jahres von 7,1 Punkte auf 24,9 Punkte pro Spiel. Für diese Leistung wurde er mit dem NBA Most Improved Player Award ausgezeichnet. Während seiner Zeit bei den Sonics etablierte sich Ellis als einer der gefährlichsten Schützen der Liga. 1988–89 erzielte er 27,9 Punkte pro Spiel und wurde erstmals ins NBA All-Star Game berufen. Beim All-Star Game erzielte er 27 Punkte für die Western Conference.
1991 folgte ein Wechsel zu den Milwaukee Bucks für Ricky Pierce. Obwohl er von der Ersatzbank kam, erzielte Ellis beständig über 20 Punkte pro Spiel. Mit seinem Wechsel zu den San Antonio Spurs erhielt auch Ellis seinen Stammplatz in der Startaufstellung zurück. Er blieb ein beständiger Scorer und erreichte erstmals seit 1989 wieder die Playoffs. Ellis spielte danach noch drei Jahre für die Denver Nuggets, ehe er 1997 zu den Sonics zurückkehrte. Trotz seiner bereits 37 Jahre galt Ellis weiterhin als gefürchteter Schütze und erzielte 17 Punkte pro Spiel und traf fast 50 % seiner Dreierwürfe.
Seine letzten NBA-Jahre verbrachte Ellis nochmal in Milwaukee und bei den Charlotte Hornets, ehe er im Alter von 39 Jahren zurücktrat.
Ellis erzielte in seiner 17-jährigen Karriere 15,7 Punkte sowie 3,5 Rebounds und traf 40,3 % seiner Drei-Punkte-Würfe. In der ewigen Bestenliste liegt er mit dieser Trefferquote auf dem elften Platz unter den nicht mehr aktiven Spielern (Stand: 26. August 2011). Außerdem hält Ellis den NBA-Rekord für die meisten gespielten Minuten in einem Spiel: Bei der 154:155-Niederlage seiner Sonics gegen die Bucks am 9. November 1989 stand Ellis 69 Minuten auf dem Feld und erzielte 53 Punkte.